# Bocskai Miklós
Bocskói és kismarjai báró Bocskai Miklós (1567. – 1621. július 26.) Bethlen Gábor tanácsosa.

## Élete
Bocskai András és Bornemisza Borbála fia, Bocskai István erdélyi fejedelem másodfokú unokatestvére. A gazdag, katolikus Bocskai család sarja 1600-ban visszatért a református vallásra. 1601-ben kényszerűségből elvállalta Zemplén vármegye alispánságát, 1608-ban pedig érdemei elismeréséül bárói címet kapott. Egyes források ettől eltérően a bárói diploma keltét 1598-ra datálják. Később, Bethlen Gábor fejedelemsége alatt szolgált tanácsosként.
Feleségül vette berzeviczei és kakaslomnitzi Berzeviczy Juditot, két gyermekük született:
- István (1610 körül – 1672) zempléni főispán; első neje: nagylónyai és vásárosnaményi Lónyay Zsuzsanna; második neje: Török Katalin
- Anna